# Okręg wyborczy Sheffield Hillsborough
Okręg wyborczy Sheffield Hillsborough powstał w 1918 r. i wysyła do brytyjskiej Izby Gmin jednego deputowanego. Okręg obejmuje północno-wschodnią część miasta Sheffield.

## Deputowani do brytyjskiej Izby Gmin z okręgu Sheffield Hillsborough
- 1918–1922: Arthur Neal, Partia Liberalna
- 1922–1931: Albert Alexander, Co-operative Party
- 1931–1935: Gurney Braithwaite, Partia Konserwatywna
- 1935–1950: Albert Alexander, Co-operative Party
- 1950–1974: George Darling, Co-operative Party
- 1974–1992: Martin Flannery, Partia Pracy
- 1992–2005: Helen Jackson, Partia Pracy
- od 2005: Anglesa Christine Smith, Partia Pracy